# Ауди R10
Ауди R10 е състезателен прототип от типа Льо ман, наследник на един от най-успешните състезателни автомобили – Ауди R8. През 2006 г. става първият болид с дизелов двигател, спечелил състезанието 24-те часа на Льо Ман. Година по-късно отново печели тази надпревара. R10 е представен на публиката на 13 декември 2005 г. в Париж. В състезание дебютира на 18 март 2006 на 12-те часа на Себринг, като единият болид триумфира д победата, а другият отпада поради пригряване на мотора горе-долу по средата на състезанието.

## Технически параметри
Ауди R10 е задвижван от 5.5-литров дванадесетцилиндров V-образен битурбодизелов двигател с директно впръскване. Мощността му е 650 к.с., а максималният въртящ момент е 1100 Нм. Този дизелов двигател освен, че е
тих, е и много икономичен – по време на 24-те часа на Льо Ман през 2006 г. пилотите на Ауди R10 спират за презареждане средно на 14 обиколки, докато пилотите на бензинови болиди правят това по-често. горивото, използвано от този болид, е Шел V-Power Diesel.
Шасито донякъде прилича на това на R8, но има нов дизайн. Аеродинамичните части са съобразени с новия правилник. Междуосието е удължено, за да има място за двигателя, който е по-дълъг в сравнение с този на R8. Шасито се изработва от Далара, а целият автомобил се сглобява в завода на Ауди в Инголщат.